# 10174 Emička
10174 Emička là một tiểu hành tinh vành đai chính với chu kỳ quỹ đạo là 1662.6140449 ngày (4.55 năm).
Nó được phát hiện ngày 2 tháng 5 năm 1995 bởi Z. Moravec và được đặt theo tên cháu bà ta là Ema Moravcová.